# Прушовиці
Прушовиці (пол. Pruszowice, нім. Bruschewitz) — село в Польщі, у гміні Длуґоленка Вроцлавського повіту Нижньосілезького воєводства.
Населення — 471 особа (2011).
У 1975-1998 роках село належало до Вроцлавського воєводства.

## Демографія
Демографічна структура станом на 31 березня 2011 року:
|          | Загалом | Допрацездатний вік | Працездатний вік | Постпрацездатний вік |
| -------- | ------- | ------------------ | ---------------- | -------------------- |
| Чоловіки | 233     | 59                 | 158              | 16                   |
| Жінки    | 238     | 56                 | 151              | 31                   |
| Разом    | 471     | 115                | 309              | 47                   |